# Kugelmugel
A Kugelmugel Köztársaság egy el nem ismert mikronemzet, amely a bécsi Práterben található. A Köztársaság 1975-ben kiáltotta ki függetlenségét, miután Edwin Lipburger művész és az osztrák hatóságok között viták folytak egy gömb alakú ház építési engedélyével kapcsolatban, amelyet 1971-ben az alsó-ausztriai Katzelsdorfban épített a Landesstraße 4091. szám alatt. 1979-ben Lipburgert letartóztatták, és tíz hétre börtönbe zárták.
1982 júniusában a házat a Práter parkba költöztették, a Hauptallee szomszédságába, és 2,4 m magas szögesdrót kerítéssel vették körül. 
Csak ennek a háznak van címe a kikiáltott köztársaságon belül: „2., Antifaschismusplatz" („Bécs, 2. kerület, Antifasizmus tér”), amelyet azóta hivatalosan is elfogadott Bécs városa. Lipburger 2015-ben elhunyt. A köztársaság lakossága hivatalosan több mint 650 nem helyben lakó állampolgár. Napjainkban a köztársaságot a bécsi kormány kezeli, és turisztikai látványosságként használják.
A „Kugel" szó németül „golyót" vagy „gömböt" jelent; a „Mugel" szó egy osztrák német kifejezés a „bukkanó" vagy a „domb" kifejezésre, és egyben a mogul síelés nevének gyökere is.

## Fordítás
Ez a szócikk részben vagy egészben  a   Kugelmugel című angol Wikipédia-szócikk ezen változatának fordításán alapul.  Az eredeti cikk szerkesztőit annak laptörténete sorolja fel. Ez a jelzés csupán a megfogalmazás eredetét és a szerzői jogokat jelzi, nem szolgál a cikkben szereplő információk forrásmegjelöléseként.